# Lionel Cooper

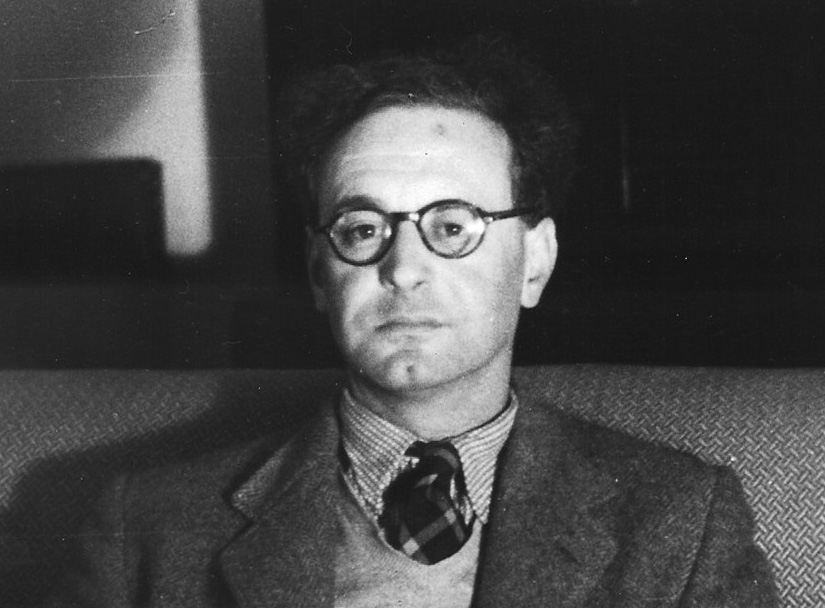
Jacob Lionel Bakst Cooper, ca. 1960

Jacob Lionel Bakst Cooper (* 27. Dezember 1915 in Beaufort West, Kap-Provinz, Südafrika; † 8. August 1979 in London) war ein britischer Mathematiker, der sich mit Analysis beschäftigte.

## Leben
Cooper, dessen Eltern eine Farm hatten, ging in Kapstadt zur Schule und begann dort 1932 Mathematik und Physik zu studieren, wobei er mehrere Preise gewann und daneben in der sozialistischen Studentengemeinde aktiv. Da es damals viele jüdische Flüchtlinge aus Deutschland in Kapstadt gab, lernte er auch fließend Deutsch. Ab 1935 studierte er mit einem Rhodes Stipendium am Queens College der Universität Oxford. 1940 promovierte er bei Edward Charles Titchmarsh (Theory and application of Fourier integrals). Im Zweiten Weltkrieg arbeitete er, da er wegen eingeschränkter Sehfähigkeit wehrdienstuntauglich war, in einer Flugzeugfabrik. Nach dem Krieg war er Dozent am Birkbeck College und Imperial College in London und ab 1951 Professor an der University of Cardiff. 1954 war er an der Witwatersrand-Universität als Gastprofessor, 1964/65 war er Gastprofessor am Caltech und 1965 bis 1967 an der University of Toronto. 1967 wurde er Leiter der Mathematik-Fakultät am Chelsea College der Universität London. Er starb an den Folgen einer Herzoperation.
Cooper beschäftigte sich mit vielen Gebieten der Analysis, zum Beispiel der Theorie unbeschränkter Operatoren in Hilberträumen und Integraltransformationen. Dabei veröffentlichte er auch über Anwendungen in der mathematischen Physik, wie in der Quantenmechanik, Wärmeleitung, Elastizitätstheorie. Mit Albert Einstein korrespondierte er 1949 über das Einstein-Rosen-Podolsky-Paradoxon, über das er 1950 veröffentlichte.
1949 erhielt er den Junior Berwick-Preis.